# Уильямс, Фрэнк (архитектор)

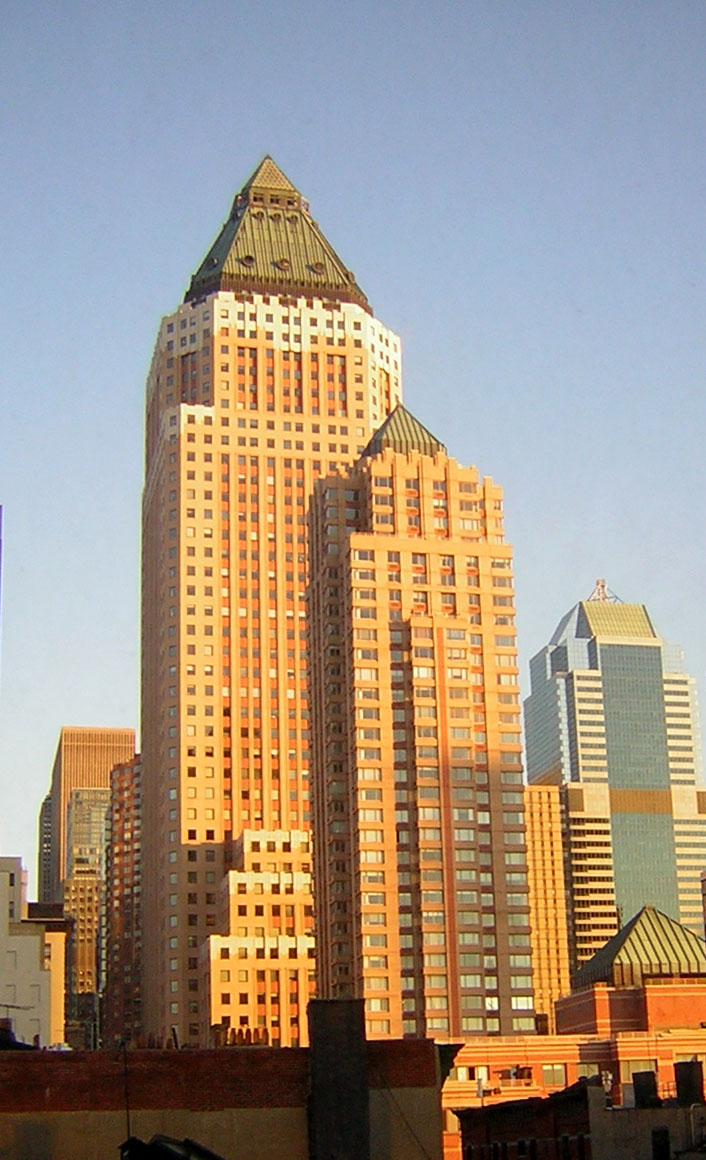
Здание One Worldwide Plaza было закончено в 1989 году, расположено на 825 8th Avenue
Манхэттен, Нью-Йорк

Фрэнк Уильямс (англ. Frank Williams; 14 декабря 1936, Ашберн — 25 февраля 2010, Нью-Йорк) — американский архитектор. Был ведущим архитектором почти 20 зданий Манхэттена, включая Trump Palace Condominiums, 515 Park Avenue, и Отель W на Таймс-сквер. Уильямс окончил Университет Беркли в 1961 году и получил степень магистра в Гарварде в 1965 году. Он переехал в Нью-Йорк, где преподавал в Колумбийском университете в течение следующих нескольких лет.
Он был соавтором очень влиятельной книги «Urban Design Manhattan», описывающей отличительные черты небоскрёбов и дизайна Манхэттена. Также он был автором труда «Архитектрура Фрэнка Уильямса (Архитектура сегодня)», изданного в 1997 году.

## Проекты
Фрэнк Уильямс разработал ряд уникальных зданий в Нью-Йорке, которые являются достопримечательностями города:
- 515 Park Avenue
- The London Hotel
- W Times Square Hotel
- Trump Palace
- Four Seasons Hotel (совместно с I.M. Pei & Partners)
- World Wide Plaza Residential Complex
- The Park Belvedere
- The Belaire
- The Vanderbilt
- Музей естественной истории

А также в разных странах мира:
- Меркурий Сити Тауэр, Москва, Россия
- Burj Residential Tower, Дубай, О. А. Э.
- Samsung Residential Tower, Сеул, Южная Корея
- Taipei Tower F4, Тайбэй, Тайвань
- Lang Suan Ville, Бангкок, Таиланд